# Dnewen Trud
Dnewen Trud (bułg. Дневен Труд) – bułgarski dziennik. Wcześniej tygodnik, wydawany od 11 marca 1936. Od 1944 pod tytułem „Zname na Truda” (Знаме на Труда), co znaczy „Sztandar Pracy”, od 1946 „Trud” (Труд). Najpopularniejsza gazeta Bułgarii.